# Kai Hyakuhachi Reijō

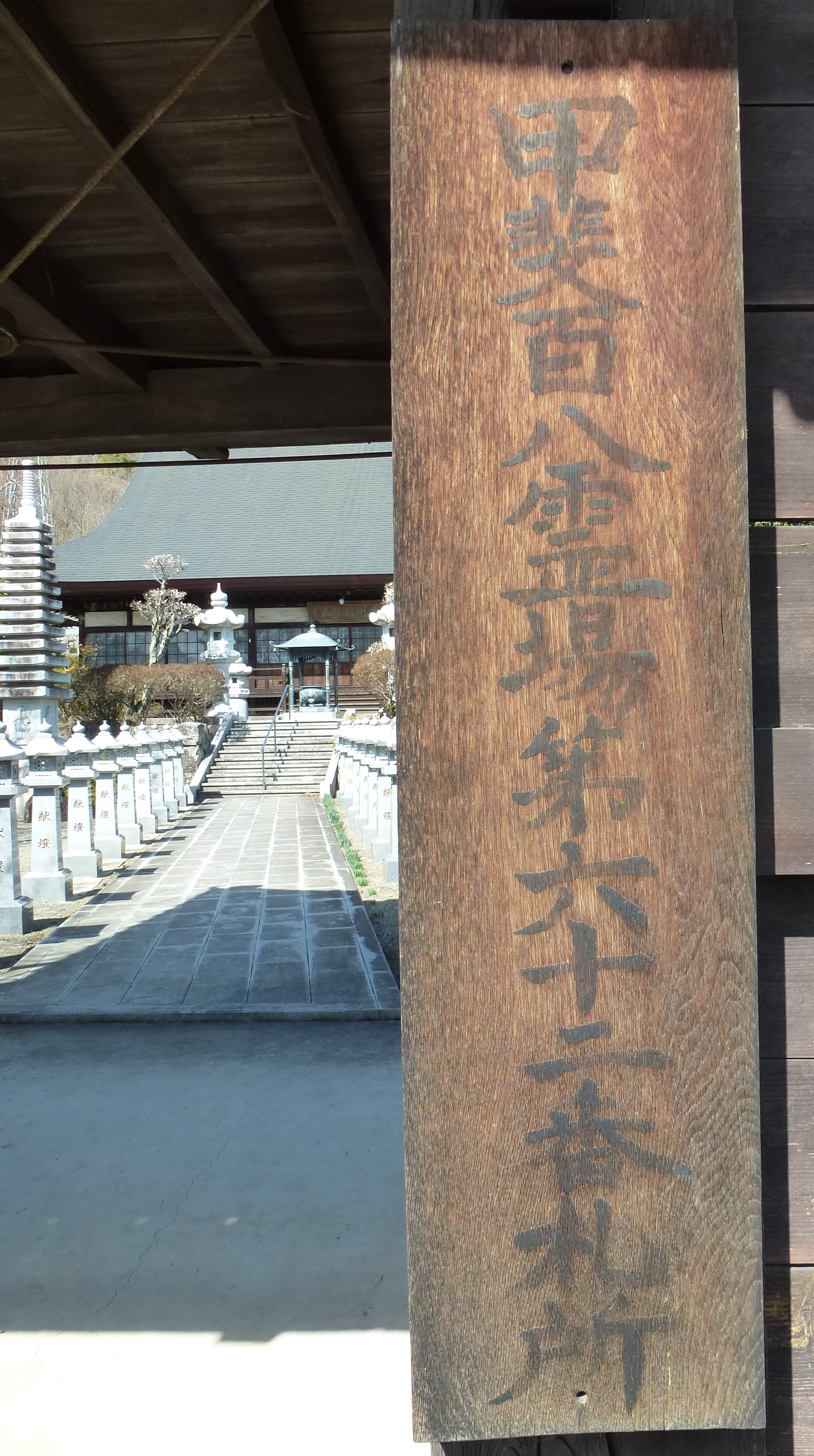
Schriftzug: „Nummer 62 der 108 spirituellen Orte von Kai“

Die Kai Hyakuhachi Reijō (jap. 甲斐百八霊場, dt. „108 spirituelle Orte von Kai“) sind eine Sammlung von buddhistischen Tempeln und Shintō-Schreinen um die japanische Stadt Kōfu, in der ehemaligen Provinz Kai, die der heutigen Präfektur Yamanashi entspricht.
Die Liste wurde 1980 vom Fernsehsender TV Yamanashi zusammengestellt und vereint Tempel der Präfektur mit einer langen Geschichte oder großen Bedeutung, wie der Kōfu Gozan. Dabei wurden 109 Tempel ausgewählt, wobei zwei Tempel gleichzeitig die Nummer 50 erhielten.

## Liste
1. Zenkō-ji (善光寺; 35° 39′ 57,4″ N, 138° 35′ 34,4″ O)
2. Kōfuku-ji (光福寺; 35° 39′ 42,8″ N, 138° 36′ 33,8″ O)
3. Daizōkyō-ji (大蔵経寺; 35° 39′ 38,5″ N, 138° 37′ 59,2″ O)
4. Eishō-in (永昌院; 35° 41′ 56,3″ N, 138° 39′ 6,5″ O)
5. Dōun-ji (洞雲寺; 35° 45′ 16,1″ N, 138° 38′ 24,9″ O)
6. Fumon-ji (普門寺; 35° 44′ 30,4″ N, 138° 40′ 49,8″ O)
7. Kichijō-ji (吉祥寺; 35° 47′ 29,1″ N, 138° 43′ 31,4″ O)
8. Hōkō-ji (放光寺; 35° 44′ 3,9″ N, 138° 42′ 48,6″ O)
9. Erin-ji (恵林寺; 35° 43′ 47,7″ N, 138° 42′ 49,6″ O)
10. Jiun-ji (慈雲寺; 35° 43′ 6,2″ N, 138° 45′ 22,5″ O)
11. Umpō-ji (雲峰寺; 35° 44′ 21,7″ N, 138° 48′ 16,4″ O)
12. Kōgaku-ji (向嶽寺; 35° 42′ 39,6″ N, 138° 43′ 22,1″ O)
13. Unkō-ji (雲光寺; 35° 42′ 22,4″ N, 138° 42′ 32,9″ O)
14. Seihaku-ji (清白寺; 35° 41′ 38,5″ N, 138° 42′ 29,1″ O)
15. Risshū-ji (立正寺; 35° 40′ 49,5″ N, 138° 42′ 57,6″ O)
16. Mampuku-ji (万福寺; 35° 40′ 8,5″ N, 138° 42′ 44,7″ O)
17. Sankō-ji (三光寺; 35° 40′ 39,9″ N, 138° 44′ 51,4″ O)
18. Daizen-ji (大善寺; 35° 39′ 21,5″ N, 138° 44′ 35,1″ O)
19. Keitoku-in (景徳院; 35° 38′ 27,2″ N, 138° 48′ 12,5″ O)
20. Seiun-ji (棲雲寺; 35° 39′ 38,5″ N, 138° 48′ 37,4″ O)
21. Hōfuku-ji (保福寺; 35° 37′ 54,9″ N, 139° 6′ 49,3″ O)
22. Kasei-ji (花井寺; 35° 37′ 19,3″ N, 138° 58′ 28,7″ O)
23. Fukusen-ji (福泉寺; 35° 37′ 51,1″ N, 138° 57′ 30,3″ O)
24. Shinzō-ji (真蔵院; 35° 37′ 19″ N, 138° 57′ 26,9″ O)
25. Chōshō-ji (長生寺; 35° 33′ 58,1″ N, 138° 54′ 10,2″ O)
26. Kōkyō-ji (広教寺; 35° 33′ 47,7″ N, 138° 52′ 27,2″ O)
27. Hōkyō-ji (宝鏡寺; 35° 31′ 55,2″ N, 138° 52′ 1,9″ O)
28. Saihō-ji (西方寺; 35° 29′ 44,1″ N, 138° 49′ 23,6″ O)
29. Gekkō-ji (月江寺; 35° 29′ 37,1″ N, 138° 48′ 0,9″ O)
30. Sainen-ji (西念寺; 35° 28′ 28,1″ N, 138° 47′ 38,7″ O)
31. Jōten-ji (承天寺; 35° 27′ 32,6″ N, 138° 51′ 14,2″ O)
32. Myōhō-ji (妙法寺; 35° 30′ 35,1″ N, 138° 45′ 3,3″ O)
33. Jōzai-ji (常在寺; 35° 30′ 32,9″ N, 138° 44′ 46,4″ O)
34. Shōgan-ji (称願寺; 35° 36′ 28,8″ N, 138° 42′ 18,7″ O)
35. Kōgon-ji (広厳院; 35° 37′ 41,2″ N, 138° 42′ 3,6″ O)
36. Chōgan-ji (超願寺; 35° 37′ 57,9″ N, 138° 41′ 27,8″ O)
37. Kokubun-ji (国分寺; 35° 38′ 11,4″ N, 138° 40′ 52,5″ O)
38. Jigen-ji (慈眼寺; 35° 38′ 35,3″ N, 138° 41′ 31,8″ O)
39. Onmyō-ji (遠妙寺; 35° 39′ 3,5″ N, 138° 38′ 24,8″ O)
40. Fukkōon-ji (福光園寺; 35° 36′ 30,7″ N, 138° 40′ 31,8″ O)
41. Kōsai-ji (広済寺; 35° 35′ 36,5″ N, 138° 40′ 20,2″ O)
42. Jōrin-ji (定林寺; 35° 36′ 54,8″ N, 138° 38′ 23,8″ O)
43. Yuka-ji (瑜伽寺; 35° 36′ 47,8″ N, 138° 38′ 6,3″ O)
44. Shōō-ji (聖応寺; 35° 35′ 10,5″ N, 138° 38′ 27,4″ O)
45. Kōshō-in (向昌院; 35° 34′ 50,5″ N, 138° 37′ 17″ O)
46. Ryūge-in (龍華院; 35° 35′ 50,4″ N, 138° 35′ 20,8″ O)
47. Ankoku-ji (安国寺; 35° 34′ 31,4″ N, 138° 36′ 12,1″ O)
48. Enraku-ji (円楽寺; 35° 34′ 15,5″ N, 138° 34′ 55,1″ O)
49. Daifuku-ji (大福寺; 35° 33′ 38,3″ N, 138° 33′ 11,6″ O)
50. Eigen-ji (永源寺; 35° 36′ 2,1″ N, 138° 32′ 24,6″ O) und
Kansei-in (歓盛院; 35° 36′ 1,4″ N, 138° 31′ 50,9″ O)
51. Onkō-ji (遠光寺; 35° 38′ 52,2″ N, 138° 34′ 6,1″ O)
52. Senshō-in (千松院; 35° 39′ 6″ N, 138° 34′ 7,4″ O)
53. Ichiren-ji (一蓮寺; 35° 39′ 7,3″ N, 138° 34′ 16,5″ O)
54. Shinryū-ji (信立寺; 35° 39′ 17,2″ N, 138° 34′ 20″ O)
55. Sontai-ji (尊躰寺; 35° 39′ 34,9″ N, 138° 34′ 47,8″ O)
56. Tōkō-ji (東光寺; 35° 40′ 4,2″ N, 138° 35′ 18,4″ O)
57. Nōjō-ji (能成寺; 35° 39′ 51,3″ N, 138° 34′ 55,6″ O)
58. Chōzen-ji (長禅寺; 35° 39′ 56″ N, 138° 34′ 38,4″ O)
59. Daisen-ji (Kōfu) (大泉寺; 35° 40′ 37,2″ N, 138° 34′ 51,1″ O)
60. Enkō-in (円光院; 35° 40′ 58,4″ N, 138° 35′ 13,4″ O)
61. Sekisui-ji (積翠寺; 35° 42′ 6,9″ N, 138° 35′ 29,1″ O)
62. Hōsen-ji (法泉寺; 35° 41′ 8″ N, 138° 33′ 32,5″ O)
63. Entaku-ji (塩澤寺; 35° 41′ 4,9″ N, 138° 32′ 50,8″ O)
64. Rakan-ji (羅漢寺; 35° 44′ 16,3″ N, 138° 33′ 48,6″ O)
65. Tentaku-ji (天澤寺; 35° 43′ 37,9″ N, 138° 31′ 41,5″ O)
66. Jishō-ji (慈照寺; 35° 40′ 11,3″ N, 138° 30′ 35,7″ O)
67. Kōshō-ji (光照寺; 35° 41′ 24,3″ N, 138° 29′ 10″ O)
68. Mampuku-ji (満福寺; 35° 46′ 3,9″ N, 138° 25′ 20,6″ O)
69. Chōsen-ji (長泉寺; 35° 47′ 20,4″ N, 138° 25′ 13,3″ O)
70. Shōkaku-ji (正覚寺; 35° 47′ 52,3″ N, 138° 25′ 26″ O)
71. Kaigan-ji (海岸寺; 35° 52′ 6,9″ N, 138° 26′ 57,2″ O)
72. Seikō-ji (清光寺; 35° 49′ 57″ N, 138° 22′ 43,7″ O)
73. Seitai-ji (清泰寺; 35° 48′ 54,4″ N, 138° 20′ 42,3″ O)
74. Kōryū-ji (高竜寺; 35° 46′ 55,2″ N, 138° 21′ 28″ O)
75. Jissō-ji (実相寺; 35° 46′ 50,8″ N, 138° 22′ 3″ O)
76. Jōkō-ji (常光寺; 35° 43′ 26,2″ N, 138° 24′ 46,3″ O)
77. Ganjō-ji (願成寺; 35° 42′ 27,6″ N, 138° 26′ 6,1″ O)
78. Daikō-ji (大公寺; 35° 40′ 45,2″ N, 138° 26′ 11,2″ O)
79. Honshō-ji (本照寺; 35° 40′ 58,9″ N, 138° 27′ 55,5″ O)
80. Chōkoku-ji (長谷寺; 35° 39′ 23,8″ N, 138° 28′ 50,3″ O)
81. Denshi-in (伝嗣院; 35° 36′ 53,4″ N, 138° 26′ 33,1″ O)
82. Myōryō-ji (妙了寺; 35° 36′ 19,1″ N, 138° 26′ 16,3″ O)
83. Myōō-ji (明王寺; 35° 34′ 24,1″ N, 138° 26′ 54,3″ O)
84. Nanmei-ji (南明寺; 35° 34′ 11,1″ N, 138° 26′ 57,6″ O)
85. Shinkō-in (深向院; 35° 35′ 8,6″ N, 138° 28′ 10,6″ O)
86. Kochōzen-ji (古長禅寺; 35° 35′ 46,9″ N, 138° 28′ 12,4″ O)
87. Jōon-ji (長遠寺; 35° 36′ 56,6″ N, 138° 29′ 43,6″ O)
88. Hōzen-ji (法善寺; 35° 36′ 11,5″ N, 138° 29′ 5″ O)
89. Shōfuku-ji (昌福寺; 35° 33′ 31,7″ N, 138° 27′ 50,6″ O)
90. Saishō-ji (最勝寺; 35° 33′ 20,4″ N, 138° 27′ 11,8″ O)
91. Myōhō-ji (妙法寺; 35° 32′ 43,5″ N, 138° 25′ 54,2″ O)
92. Renge-ji (蓮華寺; 35° 32′ 45,3″ N, 138° 27′ 28,9″ O)
93. Eitai-ji (永泰寺; 35° 31′ 47″ N, 138° 37′ 4,9″ O)
94. Kōshō-ji (光勝寺; 35° 33′ 7,5″ N, 138° 31′ 22,3″ O)
95. Yakuō-ji (薬王寺; 35° 33′ 38,8″ N, 138° 30′ 46,3″ O)
96. Hōju-in (宝寿院; 35° 33′ 36″ N, 138° 30′ 9,9″ O)
97. Jikan-ji (慈観寺; 35° 28′ 51″ N, 138° 30′ 43,6″ O)
98. Hōgai-in (方外院; 35° 28′ 53,8″ N, 138° 31′ 37,7″ O)
99. Eiju-an (永寿庵; 35° 28′ 19,4″ N, 138° 30′ 26,4″ O)
100. Daishō-ji (大聖寺; 35° 27′ 4,3″ N, 138° 26′ 32″ O)
101. Jōtaku-ji (上澤寺; 35° 25′ 11,2″ N, 138° 26′ 38,6″ O)
102. Nanshō-in (南松院; 35° 24′ 51,7″ N, 138° 26′ 17,2″ O)
103. Ryūun-ji (龍雲寺; 35° 24′ 28,6″ N, 138° 26′ 4,2″ O)
104. Honnon-ji (本遠寺; 35° 21′ 45,1″ N, 138° 26′ 46,4″ O)
105. Enzō-in (円蔵院; 35° 17′ 42,9″ N, 138° 26′ 58,9″ O)
106. Naisen-ji (内船寺; 35° 17′ 15,9″ N, 138° 27′ 58,3″ O)
107. Saion-ji (最恩寺; 35° 14′ 4,2″ N, 138° 28′ 21,4″ O)
108. Kuon-ji (久遠寺; 35° 22′ 55″ N, 138° 25′ 29,4″ O)